# Canela (Rio Grande do Sul)
Canela is een gemeente in de Braziliaanse deelstaat Rio Grande do Sul. De gemeente telt 40.147 inwoners (schatting 2006).

## Geboren

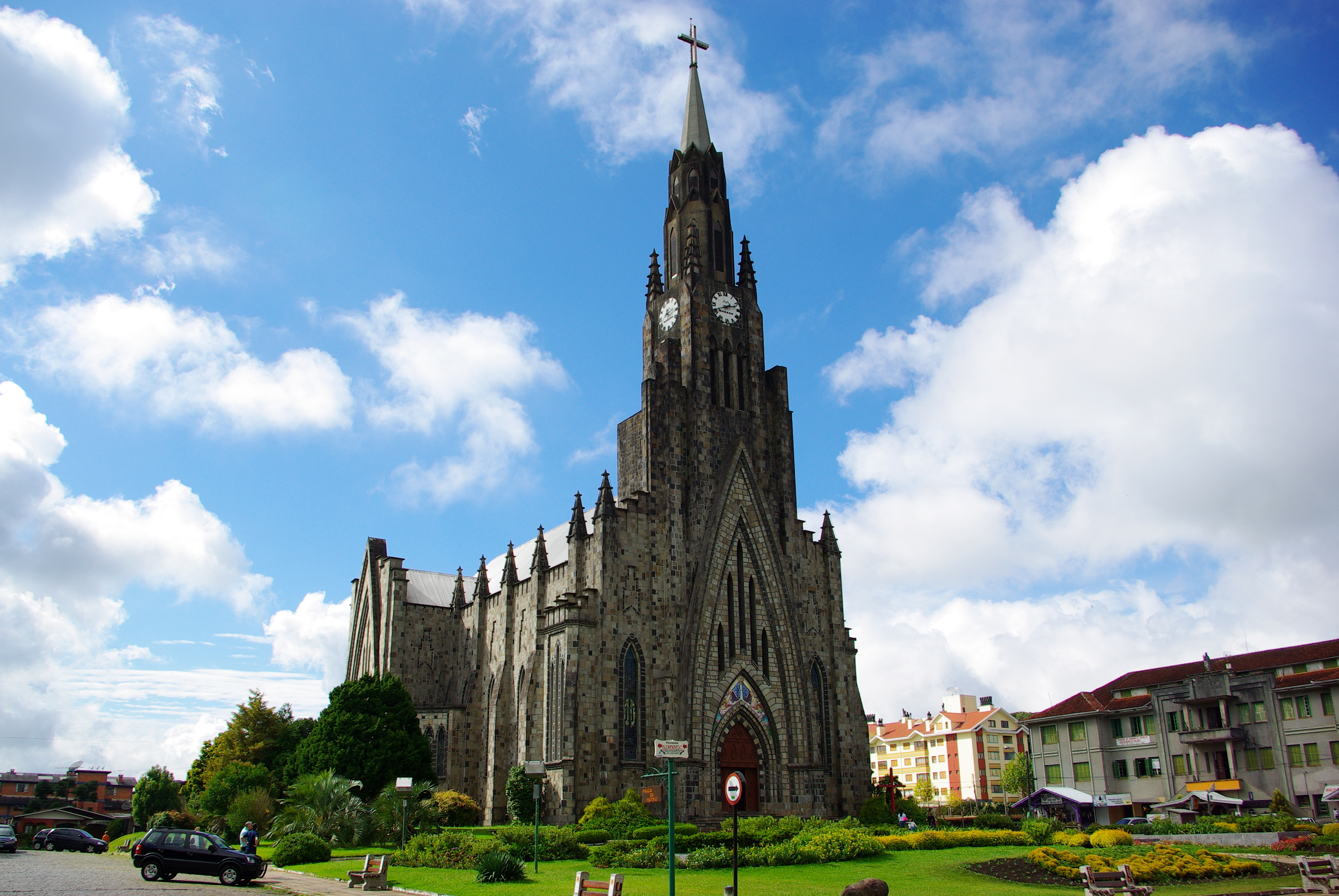
De kathedraal Nossa Senhora de Lourdes of Stenen Kathedraal (Catedral de Pedra) van Canela

- Roger Ibañez (1998), voetballer